# Neolimonia macintyrei
Neolimonia macintyrei is een tweevleugelige uit de familie steltmuggen (Limoniidae). De soort komt voor in het Neotropisch gebied.